# Blanca Lydia Trejo
Blanca Lydia Trejo (Comitán, Chiapas, 25 de febrero de 1906 - 27 de septiembre de 1970). Fue activista feminista, canciller, profesora y escritora mexicana que cultivó la narrativa, el ensayo y el periodismo. Realizó estudios en la Casa Central de Guatemala y en la Universidad Nacional Autónoma de México, donde se graduó de Bibliotecología. Fue canciller del consulado en Barcelona. Colaboró en diversas publicaciones periódicas de izquierda, independientes y de gobierno, así como en publicaciones extranjeras como la Revista de Occidente.  Sus principales intereses se centraban en la defensa de los derechos de la mujer y en educación de niños y jóvenes. Es considerada una de las primeras críticas mexicanas en abordar estudios sobre la Literatura Infantil.

## Biografía
Fue alumna de la Casa Central de Guatemala, donde hizo su bachillerato. Posteriormente estudió Bibliotecología en la Universidad Nacional Autónoma de México (UNAM). Además, participó en acciones activistas: fungió como representante de las Desmanchadoras de Café en la Gran Convención Obrera (Orizaba, 1932), de donde se originó la Confederación de Trabajadores de México (CTM). Asumió la dirección de la biblioteca Luis Murillo en 1934, y creó en 1936 la Biblioteca Héroe de Nacozari.
Durante la Guerra Civil Española, Blanca Lydia Trejo fungió como canciller del consulado de Barcelona; durante este mismo periodo participó en las brigadas de salvamento. Como activista en el Frente Pro Derechos de la Mujer en 1938. De sus experiencias en el consulado y debido a la época en que realizó sus actividades diplomáticas surgió su libro de memorias Lo que vi en España (1940).
Blanca Lydia Trejo es considerada una de las primeras críticas e investigadoras de Literatura Infantil y Juvenil, y la primera en realizar estudios al respecto en México. Dentro de sus actividades editoriales y periodísticas participó como colaboradora de la Oficina Periodística de Orientación Popular, de 1951 a 1968; y publicó en distintos periódicos a nivel nacional como El Sol y El Heraldo, Chiapas;  El Dictamen, Veracruz; El Observador, Tijuana; El Heraldo de Cananea, Sonora; El Mundo, Tampico; El Nacional, Ciudad de México. También hizo colaboraciones en publicaciones periódicas en Centroamérica: El Diario de Guatemala; Semáforo, de Honduras, y en Tribuna, de El Salvador. En España participó en Mi Revista. Fue directora de Alborada, publicación de la Liga Femenil de Veracruz. Para el periódico La República, del Partido de la Revolución Institucional (PRI) fue redactora. Debido a su interés por la literatura juvenil e infantil, así como creadora de la misma, fundó la revista Figuras. De su interés por la juventud mexicana se rescata lo que escribió José Vasconcelos cuando Trejo publicó su libro Lecturas de Juventud:

Señora Blanca Lydia Trejo.

Muy estimada amiga:
Tuve el gusto de leer los originales de su libro "LECTURAS DE JUVENTUD" y le doy mis felicitaciones más cordiales y sinceras.
Los relatos son muy originales y el tono general de ellos es de patriotismo generoso y elevado.
Le deseo mucho éxito para su libro y para usted, su atento, afectísimo amigo y S.S.
José Vasconcelos

Sus principales intereses se enfocaban en la cultura y la educación de niños y jóvenes, de ahí que surgió su libro de ensayo La literatura infantil en México desde los aztecas hasta nuestros días (1950); aunque anteriormente ya había publicado cuentos y fábulas. En su libro Lecturas de juventud (1941) aclara su amor hacia la niñez y la necesidad de una educación con sentido patriótico y un formación vital basada en el estudio y el trabajo honesto:

Al proponerme escribir para los niños con tanta ilusión como amor, me ha guiado sólo un deseo: buscar el corazón de México.
He tomado como recurso, pequeños trozos de historia, los que en una época lejana se me quedaron grabados. Ellos alienta el espíritu de una raza bravía, antigua como el Sol.
Voz elocuente del pasado que aún está presente invitándonos a forjar la única e indisoluble nacionalidad, la que pone en el alma de los niños, los gérmenes luminosos de patriotismo, la fe y el trabajo para hacer de ellos, más tarde, ciudadanos honrados y útiles al país.
Blanca Lydia Trejo

Su cuento "La marimba" fue premiado por la Secretaría de Educación Pública en 1953. También, obtuvo Mención Honorífica por parte del Gobierno de Chiapas por el cuento "Maravilla del Colmenar".

## Obra[1]
Blanca Lydia Trejo, además de numerosos artículos que aún no han sido recogidos, publicó libros de ensayo, de cuentos y dos novelas:

### Cuento y literatura infantil y juvenil
El ratón Panchito, roe libros, Talleres Gráficos de la Nación, 1935.
La marimba, SEP, 1935. Fábulas para mayores, Ala Izquierda, 1937.
Lecturas de juventud, Talleres de la Escuela de Artes y Oficios, 1941.
Limones para Mr. Nixon y otros más, Plus, 1941.
El congreso de los pollitos, Bolívar, 1945.
Lo que sucedió al nopal, 1945.
Cuentos para niños, Plus, 1947.
Maravillas de un colmenar, Primavera, 1954.
Copo de algodón, Primavera, 1955.
El quetzal, Primavera, 1955.
La pícara sabelotodo, Primavera, 1956.
Cuentos o leyendas indígenas para los niños, Plus, 1959.

### Antología
Cantos a la madre, SEP, 1936.

### Biografía
El héroe de Nacozari, SEP, 1936.

### Ensayo
Convenciones y convencionistas: problemas del proletariado, Tipografía Catalana J. Pugés Colectivizada / Barcelona, 1938.
Lo que vi en España, Polis, 1940.
La literatura infantil en México desde los aztecas hasta nuestros días, 1950.

### Novela
Un país en el fango, Polis, 1942.
El padrastro, Bolívar, 1944.